# اریک انگلهارت
اریک انگلهارت (انگلیسی: Erik Engelhardt؛ زادهٔ ۱۸ آوریل ۱۹۹۸) بازیکن فوتبال است.
وی همچنین در تیم‌های ملی فوتبال Germany national under-16 football team، جوانان آلمان، و جوانان آلمان بازی کرده‌است.